# Amigas y rivales
Amigas y rivales es una telenovela juvenil mexicana producida por Emilio Larrosa para Televisa en el año 2001.
Protagonizada por Michelle Vieth, Ludwika Paleta, Angélica Vale, Adamari López, Arath de la Torre, Johnny Lozada y Gabriel Soto, con las participaciones antagónicas de Joana Benedek, Rodrigo Vidal, Alejandro Ávila y Susana González. Cuenta además con las actuaciones estelares de los primeros actores Eric del Castillo y Rafael Inclán, y las actuaciones especiales René Strickler, Ernesto Laguardia, Nailea Norvind y Eduardo Santamarina.

## Argumento
La historia gira alrededor de cuatro bellas jóvenes de 21 años que provienen de estratos sociales diferentes. 
La primera de ellas, Laura, es una chica de clase media, seria, sensible y estudiosa, que puede estudiar informática en una universidad privada porque ganó una beca. Ahí conoce a Jimena de la O, hija de un empresario millonario. Al principio, habrá muchos roces entre las dos por la diferencia de clases, pero poco a poco se formará entre ellas un fuerte lazo de amistad.
Jimena es la típica niña rica, disipada e irresponsable, para quien la promiscuidad, el alcohol y las drogas marcan su vida desde que murió su mamá. 
La tercera protagonista es Ofelia, la mejor amiga de Jimena, también es rica y lleva un estilo de vida de diversión y frívolos placeres debido al abandono de su madre cuando era niña y al completo descuido de su padre. Sin embargo, la tragedia marcará su destino y le abrirá los ojos tras contraer VIH.
La cuarta protagonista es una muchacha humilde llamada Nayeli, quien trabaja como sirvienta en casa de Jimena. El sueño de Nayeli es convertirse en estrella de Hollywood, como su ídolo, Salma Hayek. Este sueño la llevará a entrar en Estados Unidos ilegalmente y vivir experiencias muy amargas.
Otro personaje central es Roberto, el hermano mayor de Jimena, quien estudia la carrera de derecho. Nayeli va a la universidad a pedirle ayuda a Roberto para irse a Hollywood y ahí conoce a Laura. De inmediato simpatizan y se hacen amigas, pero su amistad entra en crisis cuando ambas se descubren atraídas por Roberto.
Sin embargo, los sentimientos de Laura se verán divididos entre Roberto y el padre de este, Don Roberto De la O, quien ha contratado a Laura para que le enseñe a usar las nuevas computadoras de su empresa. Su personalidad firme y decidida atrae a la muchacha, quien inconscientemente lo compara con su propio padre, un hombre débil y sin carácter.
Roxana, (Carolina) la segunda esposa de Don Roberto, es una mujer sumamente bella, que tras la máscara de la esposa ideal esconde un alma criminal y sin escrúpulos. Roxana desea apasionadamente al hijo de su marido, y estará dispuesta a utilizar cualquier medio para hacerlo su amante incluso a matar a los que le estorba.
En esta historia también aparece Johnny Trinidad, un joven gringo que se dedica al boxeo, uno de sus más grandes sueños es pelear en un campeonato, Johnny conoce a Nayeli en un bar en Estados Unidos y queda perdidamente enamorado de ella, aunque Nayeli no le hace mucho caso. Cuando Johnny decide ir a México conoce en Acapulco a Jimena, quien se enamora rápidamente de este pero no le corresponde.
Ulises, más conocido como el "El Feo", es un buen muchacho y responsable, sin embargo recibe bullying de parte de sus compañeros de la universidad por su aspecto físico, está enamorado de Ofelia pero ella también lo rechaza por la misma razón.
Finalmente esta Armando, el mejor amigo de Roberto, un joven que frente a todos aparenta ser una persona de éxito, pero detrás de los lujos de Armando hay un negocio de narcotráfico en el cual debe permanecer hasta pagar su deuda y para tener aún más dinero, intenta conquistar a Jimena para lograr casarse con ella y tener acceso a la fortuna de su papá.
"Amigas y Rivales" es una telenovela que nos hará cuestionar los más arraigados prejuicios, y que nos mostrará los peligros a los que se enfrentan las jóvenes en un mundo moderno, donde los valores pueden perderse ante la tentación del dinero, el poder y los placeres del momento.

## Elenco
- Michelle Vieth - Laura González Uribe / Laura Valtierra Uribe
- Ludwika Paleta - Jimena De la O Terán
- Angélica Vale - Wendy Nayeli Pérez Chacón
- Adamari López - Ofelia Villada Rubalcava / Ofelia De la O Rubalcava
- Joana Benedek - Roxana Brito de De la O / Carolina Vallejo
- Eric del Castillo - Don Roberto De la O
- Arath de la Torre - Roberto de la O Terán / Roberto Vallejo Terán
- Rodrigo Vidal - Armando Del Valle
- Johnny Lozada - Johnny Trinidad
- Gabriel Soto - Ulises Barrientos "El Feo"
- Rafael Inclán - Ramón "Moncho" / Jacaranda / Manuel De la Colina
- Susana González - Ángela Riveira
- René Strickler - Carlos Torreblanca Villalobos
- Ernesto Laguardia - Él mismo
- Nailea Norvind - Paula Morell
- Claudia Alvarez - novia de Beto
- Eduardo Santamarina - José Alcántara "Pepe"
- Mayrín Villanueva - Georgina "Gina" Sánchez
- Chela Castro - Carlota Olmedo
- Eugenio Cobo - Pedro González
- Alicia Fahr - Alma Uribe de González
- Manuel Ojeda - Genaro García
- Marisol Mijares - Andrea González Uribe
- Carlos Miguel - Guillermo Morales "El Chacal"
- Manuela Imaz - Tamara de la Colina
- Aarón Hernán - Dr. Lauro
- Felicia Mercado - Sonia Villalobos Vda. de Torreblanca
- Alejandro Ávila - Sebastián Morales
- Mayrín Villanueva - Georgina "Gina" Sánchez
- Elías Chiprout - Luis Santoscoy
- Damián Mendiola - Abelardo Ramírez
- Alejandro de la Madrid - Rolando
- Miguel Palmer - Alberto Valtierra
- Imperio Vargas - Yolanda
- Irina Areu - "La Güera"
- Lorena Velázquez - Itzel de De La Colina [1]
- Marina Marín - Amanda Pérez Chacón
- Zoila Quiñones - Adelaida Vda. de Barrientos
- Rudy Casanova - Antonio "Tony" Corrales
- Sergio DeFassio - Chema
- Sergio Acosta - Gardenia
- Ricardo Silva - Joaquín Dorantes
- Edgar Ponce  - Ricardo
- Luis Roberto Guzmán - Francisco "Frank"
- Benjamín Rivero - Eduardo "Lalo"
- Ana Liz Rivera - Marilú
- Claudia Troyo - Mónica
- Salim Rubiales - Germán de la Colina
- Ramón Valdez Urtiz - Rodrigo
- Paulo César Quevedo - Edgar Romero
- Martha Julia - Margarita Reyes Retana
- Shirley - Julieta
- Luis Couturier - Emilio Larrosa
- Silvia Suárez - Leonora
- Arsenio Campos - Padre Tomás Vallejo
- Rosángela Balbó - Magdalena de Morell
- Maki Moguilevsky - Alejandra Del Valle
- Patricia Ramírez - Natalia Solís
- Maricruz Nájera - Camelia
- Alejandra Gollas - Jessica
- Joemy Blanco - Rebeca
- Jorge Veytía - Miguel
- Eduardo Cuervo - Óscar
- Vanessa Arias - Isabel
- Julio Behkor - Javier
- Christina Pastor - Irene
- Claudio Sorel - Lorenzo Riveira
- Juan Romanca - Pascual
- Mariana Rivera - Juanita
- Abril Campillo - Susana Ruvalcaba
- Rodrigo Ruiz - Padre Emiliano
- Elizabeth Álvarez - Rocío del Toro
- Bibelot Mansur - Stephany
- Kelchie Arizmendi - Gisela
- Pablo Osuna - Octavio
- Fabián Fuentes - Brian Pérez
- Karen Sandoval - Gemma Pérez
- Ángel Claude - Jonathan Pérez
- María Luisa Coronel - Mamá de Johnny
- José Antonio Estrada - Felipe Estrada, papá de Johnny
- Ana Hally - Josefina
- Joana Brito - Madre Superiora
- Alejandro Calva - Jorge
- Enrique Hidalgo - Enrique "Quique" Montegarza
- Alondra Torres - Jennifer
- Salvador Garcini - Él mismo
- José Ángel García - Él mismo
- Amelia Zapata - "La Cara Cortada"
- Arturo Lorca - Julio
- César Évora - Federico
- Benjamín Islas - Comandante
- Aracely Arámbula - María Del Carmen
- José Luis Reséndez - Juan
- Gustavo Negrete - Doctor
- Jorge Robles - "El Chino"
- Juan Ángel Esparza - Francisco
- Néstor Leoncio - Alfredo
- Marco Muñoz - Investigador
- Raúl Macías - Kid Dinamita
- Roberto Tello - Silvio
- Rocío Yaber - Mamá de Francisco
- Sylvia Valdés - Bianca
- Roger Cudney - Mr. Jones
- Rubén Morales - Padre de Ofelia
- Tania Prado - Lorena
- Alexandra Graña - Daniela
- Jan - Julio
- Itatí Cantoral - Invitada especial
- Christian Tappan - Alejandro Pohlenz
- Genoveva Pérez  - Doña Milagros
- Edgar Enrique García Moncada  - El Bolero

## Adaptaciones
- La cadena brasileña SBT realizó en 2007 un remake de esta telenovela titulado Amigas e rivais con una adaptación de Letícia Dornelles. La telenovela fue dirigida por Henrique Martins y protagonizada por Cacau Melo, Karla Tenório, Lisandra Parede y Thaís Pacholek.

## Premios y nominaciones

### Premios TVyNovelas 2002
| Categoría                  | Persona           | Resultado |
| -------------------------- | ----------------- | --------- |
| Mejor villana              | Joana Benedek     | Nominada  |
| Mejor primer actor         | Eric del Castillo | Ganador   |
| Mejor revelación femenina  | Angélica Vale     | Nominada  |
| Mejor revelación masculina | Gabriel Soto      | Ganador   |

### Premios Los Favoritos de 2002
| Categoría                       | Persona             | Resultado |
| ------------------------------- | ------------------- | --------- |
| Mejor Telenovela                | Emilio Larrosa      | Nominado  |
| Mejor Actor                     | Arath de la Torre   | Nominado  |
| Mejor Villana                   | Joana Benedek       | Nominada  |
| Mejor Actriz Joven              | Angélica Vale       | Nominada  |
| Mejor Actriz Joven              | Ludwika Paleta      | Ganadora  |
| Mejor Actor Joven               | Gabriel Soto        | Ganador   |
| Mejor Actor Joven               | Johnny Lozada       | Nominado  |
| Mejor Actor Joven               | Eduardo Santamarina | Nominado  |
| Mejor Actuación Estelar Femenil | Susana González     | Nominada  |
| Mejor Actuación Estelar Varonil | Eric del Castillo   | Nominado  |